# 공주갑부 김갑순
《공주갑부 김갑순》은 1982년 3월 22일부터 1982년 6월 15일까지 방영된 문화방송 월화드라마로, 조선시대부터 현대에 이르기까지의 거부들의 일대기를 엮어 한국 근대자본이 어떻게 형성되었나를 살펴보는 거부실록 시리즈 중 두 번째 작품이다.
이 드라마는 《전원일기》와 더불어 현장의 생생한 효과음을 살리기 위해 야외녹화 때 동시녹음을 처음으로 시도한 드라미이다.

## 등장 인물
- 박규채 : 김갑순 역
- 이대근
- 정애리
- 김용림
- 김해숙
- 정진
- 정한헌
- 윤문식
- 신신애
- 국정환
- 이운우
- 박경현
- 박경순
- 신국
- 송기윤
- 박병훈
- 김홍석
- 이금복
- 이숙
- 김순용
- 임영규
- 이경순
- 전희룡
- 윤혜영
- 김혜정
- 정은숙
- 엄유신
- 최남현
- 유춘
- 박웅
- 최병학
- 윤석오
- 홍중기
- 서은경
- 홍은성
- 김진만
- 지계순
- 이창환
- 고설봉
- 유판웅
- 남영진
- 홍성선
- 심양홍
- 전인택
- 이원용
- 최선균
- 이상숙
- 임영규
- 김용건
- 박영지
- 이종환
- 오승룡
- 홍진희
- 최명수
- 김영옥
- 김기일
- 사상기
- 최지원
- 이동주
- 김은영
- 최삼
- 문회원
- 조남석
- 홍성희
- 김두삼
- 김영두
- 윤순홍
- 이순규
- 김영임
- 최명희
- 김화란
- 유강진 : 해설

## 수상
- 1982년 MBC 연기대상 TV부문 남자주연상 - 박규채

## 결방
- 1982년 5월 17일 ~ 5월 18일 : 한미수교 100년 기념 특집 드라마 《실록 한 · 미 100년 - 제1화 제네럴 셔먼호》 방송으로 결방
- 1982년 5월 24일 ~ 5월 18일 : 한미수교 100년 기념 특집 다큐멘터리 〈미국인 그들은 누구인가〉 방송으로 결방

## 참고 사항
- 김갑순은 2002년 발표된 친일파 708인 명단과 2008년 민족문제연구소에서 친일인명사전에 수록하기 위해 정리한 예정자 명단[2], 2009년 친일반민족행위진상규명위원회가 발표한 친일반민족행위 705인 명단에 포함되었다.